# Măguricea
Măguricea – wieś w Rumunii, w okręgu Buzău, w gminie Pănătău. W 2011 roku liczyła 147 mieszkańców.